# سینما سپیده
سینما سپیده (نام پیشین: سینما دیانا) از سینماهای قدیمی تهران است. این سینما در سال ۱۳۲۲ با ظرفیتی بالغ بر ۶۰۴ نفر در یک سالن افتتاح شد و در سال ۱۳۸۳ سالن دومی با ظرفیت ۸۴ نفر به این سینما اضافه گردید. معمار این سینما وارطان هوانسیان است. این سینما دارای درجه کیفی «ممتاز» می‌باشد. سینما سپیده در خیابان انقلاب، نبش خیابان وصال قرار دارد.

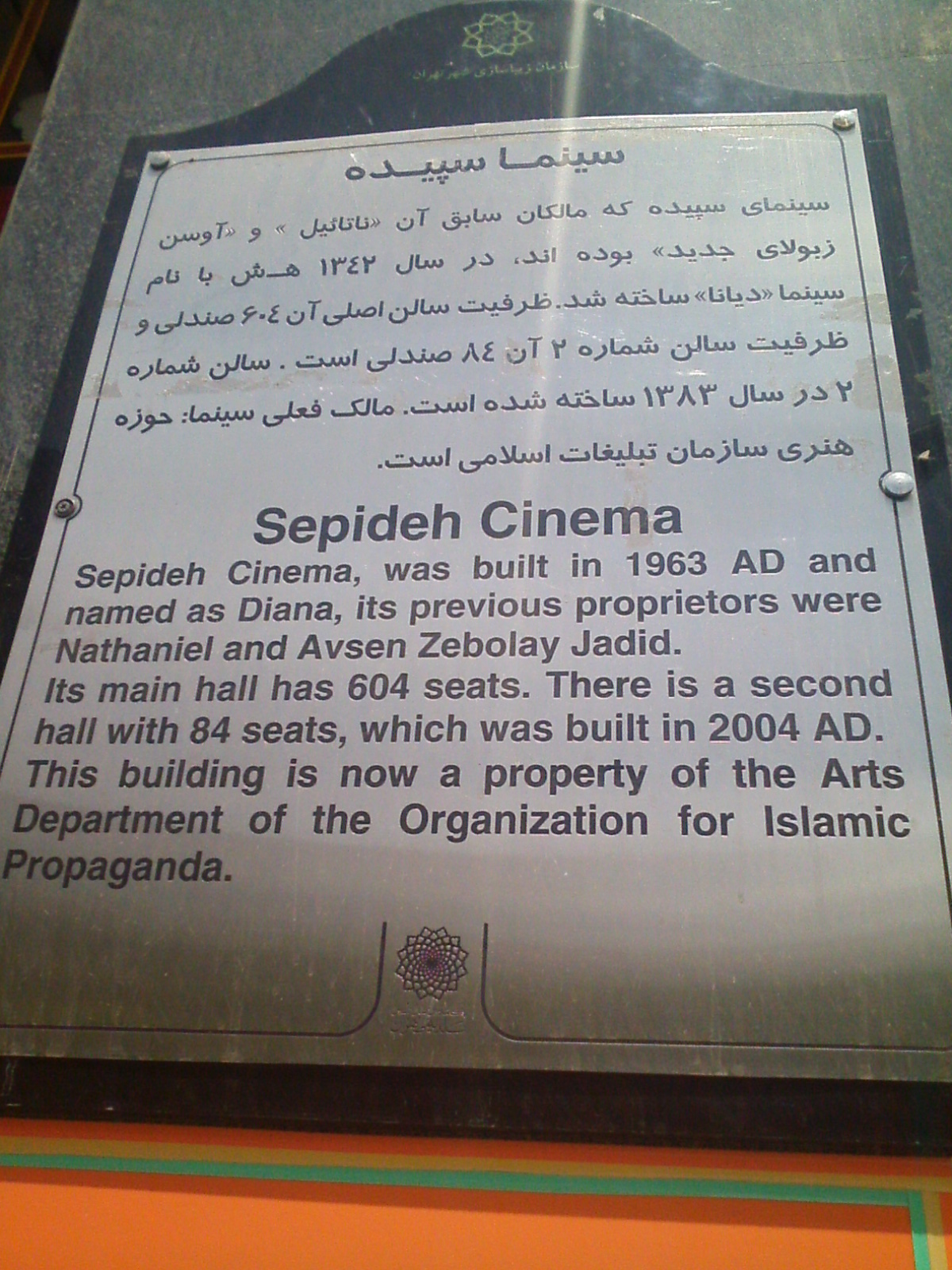
تاریخچه سینما
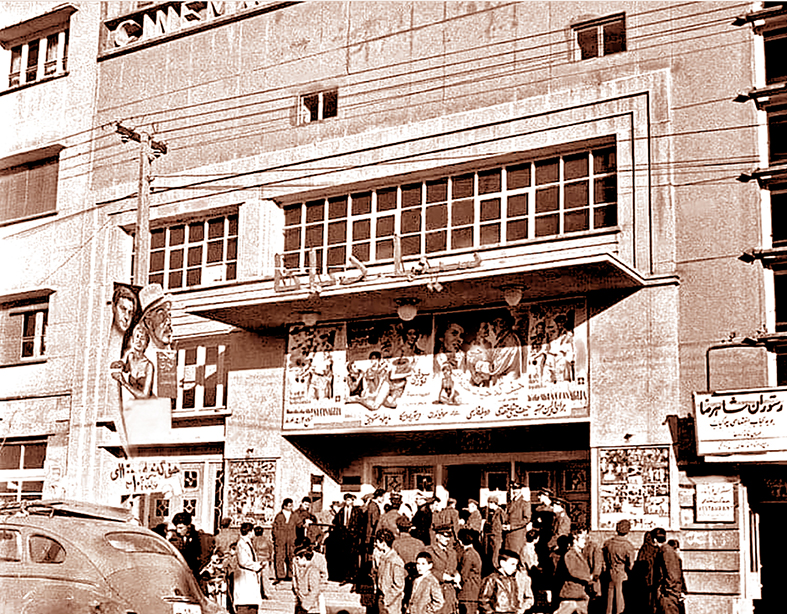
سینما دیانا - ۱۳۳۵